# Ansonia latirostra
Ansonia latirostra é uma espécie de anfíbio do gênero Ansonia, endêmica da Península da Malásia.